# Somos de verdad
«Somos de verdad» es el noveno sencillo del álbum Amango: Esto No Es Un Juego del grupo juvenil chileno Amango.

## Vídeo musical
El videoclip fue estrenado el 2 de mayo de 2008, en el sexto capítulo de la serie juvenil Amango.
El videoclip muestra la canción con la que el grupo "Coolfire" ganó el concurso de bandas. Más tarde, en el último capítulo, todos los integrantes de amango aparecen bailando el tema.
- Datos: Q6132021